# Phú Nhuận, Như Thanh
Phú Nhuận là một xã thuộc huyện Như Thanh, tỉnh Thanh Hóa, Việt Nam.
Xã có diện tích 22,19 km², dân số năm 1999 là 7018 người, mật độ dân số đạt 316 người/km².